# کورنلیا سوپرا
کورنلیا سوپِرا با نام کامل گایا کورنلیا سوپرا (به لاتین: Gaia Cornelia Supera) امپراتریس روم در دوران زمامداری کوتاه‌مدت همسرش آئمیلیانوس در سال ۲۵۳ میلادی بود. هیچ اطلاع نوشتاری‌ای در رابطه با کورنلیا سوپرا وجود ندارد و تنها از روی سکه‌های ضرب‌شده به نام او که بسیار هم نادرند چنین احتمال می‌دهند که او باید همسر آئمیلیانوس بوده باشد.
آئمیلیانوس در سال ۲۵۳ میلادی علیه تربونیانوس گالوس و ولوسیانوس، امپراتوران وقت شورید و پس از آنکه آنها به دست سپاهیان خود به‌قتل رسیدند بر تخت امپراتوری نشست. او سپس عنوان «آگوستا» را به همسرش کورنلیا سوپرا اعطا و سکه‌هایی را به افتخار او ضرب نمود. این سکه‌ها در پاریوم در میسیا و در یولیا در فریگیه ضرب شدند.
دوران حکومت آئمیلیانوس بیش از ۳ ماه طول نکشید و در همان سال به دست گروهی از سپاهیانش که والریان را به او ترجیح می‌دادند کشته شد. با انتخاب والریان به‌عنوان امپراتور جدید روم از سوی سنا، نام‌های آئمیلیانوس و کورنلیا سوپرا از تمامی کتیبه‌ها و نوشته‌ها زدوده شد.